# Hyper Japan
Hyper Japan est une exposition périodique ayant lieu à Londres.

## Thèmes
Différents thèmes sont abordés, la cuisine japonaise, l'ikebana.

## Histoire
L'édition de 2014 se termine le 27 juillet.